# Physogyra
Genre
Physogyra est un genre de scléractiniaires (coraux durs). Bien que parfois assigné à la famille des Caryophylliidae, ce genre est actuellement considéré comme de position incertaine au sein de l'arbre phylogénique des coraux durs .

## Liste des espèces
Le genre Physogyra comprend les espèces suivantes :
| Selon World Register of Marine Species (24 juillet 2015) : - Physogyra exerta Nemenzo & Ferraris, 1982 - Physogyra lichtensteini Milne Edwards & Haime, 1851 | Selon ITIS (24 juillet 2015) : - Physogyra exerta Nemenzo & Ferraris, 1982 - Physogyra lichtensteini (Milne-Edwards & Haime, 1851) |